# Cantó de Bastida
El cantó de Bastida (en basc Bastidako Kantonamendua i en francès i oficialment Canton de La Bastide-Clairence) és una divisió administrativa francesa, situada en el departament dels Pirineus Atlàntics i la regió Nova Aquitània. El seu conseller general és Jean Castaings, de la UMP.

## Composició
El cantó de Bastida agrupa 5 comunes:
- Aiherra
- Beskoitze
- Izturitze
- Bastida
- Ahurti

## Geografia
El cantó limita al nord amb el cantó de Saint-Martin-de-Seignanx (districte de Dacs, departament de Landes), a l'est amb els cantons de Bidache i Donapaleu, al sud amb una part del cantó d'Hazparne i amb el cantó d'Iholdi, i a l'oest amb l'altra part del cantó d'Hazparne.

## Història
El cantó es va fundar el 4 de març de 1790, en el curs de la instauració dels departaments. Llavors formava part del districte d'Uztaritze. Amb la fundació dels districtes (o arrondissements), el 17 de febrer de 1800, el cantó va passar a formar part del districte de Baiona, al qual pertany des de llavors.

## Consellers generals
| Data d'elecció                          | Identitat          | Partit | Qualitat |
| --------------------------------------- | ------------------ | ------ | -------- |
| 1968                                    | Jean Eyherabide    |        |          |
| 1973                                    | Jean Eyherabide    |        |          |
| 1979                                    | Jean Castaings     | RPR    |          |
| 1985                                    | Jean Castaings     | RPR    |          |
| 1992                                    | Léopold Darritchon |        |          |
| 1998                                    | Jean Castaings     | UMP    |          |
| 2004                                    | Jean Castaings     | UMP    |          |
| No es coneixen dades anteriores a 1968. |                    |        |          |